# Grande revue des armées
La grande revue des armées est un défilé militaire et une célébration à Washington, D.C., les 23 et 24 mai 1865, à la suite de la fin de la guerre de Sécession. Les éléments de l'armée de l'Union défilent dans les rues de la capitale pour recevoir des éloges de la part de la foule et être passés en revue par les politiciens, les officiels et des citoyens éminents, y compris le président des États-Unis, Andrew Johnson,.

## Histoire
Le 10 mai, Johnson déclare que la rébellion et la résistance armée sont pratiquement arrivées à leur terme, et fait des projets avec les autorités gouvernementales pour une revue officielle en l'honneur des troupes. L'un de ses objectifs est de changer l'ambiance de la capitale, qui est encore en deuil à la suite de l'assassinat d'Abraham Lincoln le mois précédent au théâtre Ford. Trois des principales armées fédérales sont assez proches pour participer à la procession. L'armée du Tennessee arrive par le train. L'armée de Géorgie, également sous le commandement de William T. Sherman, vient de terminer sa campagne des Carolines et a accepté la reddition de la dernière grande armée confédérée, celle de Joseph E. Johnston. Elle arrive de la Caroline du Nord à la mi-mai et campe autour de la capitale dans différents emplacements, sur l'autre rive du fleuve Potomac en face de l'armée du Potomac tout fraîche après ses victoires sur Robert E. Lee en Virginie. Elle arrive à Washington, le 12 mai. Les officiers des trois armées qui ne se sont pas vus depuis un certain temps (dans certains cas, depuis avant la guerre) discutent et renouent les connaissances, tout à la fois, les simples fantassins engagent des joutes verbales (et parfois des coups de poing) dans les tavernes et de bars de la ville pour déterminer quelle armée a été supérieure. Sherman, craignant que ses occidentaux ne se présentent pas sous un jour aussi beau que celui de l'armée orientale, entraîne ses forces et insiste sur le fait que les uniformes doivent être nettoyés, que les boutons et les cuivres brillent, et que les baïonnettes luisent.
À 9 heures du matin, sous un soleil radieux, le 23 mai, un seul coup de feu est tiré et le major général George Gordon Meade, le vainqueur de Gettysburg, mène les quelque 80 000 hommes de l'armée du Potomac dans les rues de Washington à partir de  la colline du Capitole descendant vers l'avenue de Pennsylvanie devant une foule qui compte plusieurs milliers de personnes. L'infanterie marche avec 12 hommes de front, suivie par l'artillerie divisionnaire et du corps, puis un déploiement de régiments de cavalerie, qui s'étend sur 7 milles (11,3 km) de plus. L'ambiance est à la gaieté et la joie, et la foule et les soldats chantent fréquemment des chants patriotiques alors que le défilé des soldats victorieux serpente vers la tribune en face de la Maison Blanche, où le président Johnson, le général-en-chef Ulysses S. Grant, les officiers supérieurs militaires, le conseil des ministres, et les principaux fonctionnaires du gouvernement attendent. À la tête de ses troupes, Meade met pied à terre quand il arrive à la tribune et rejoint les dignitaires pour saluer ses hommes, qui défilent pendant plus de six heures.
Le lendemain à 10 heures du matin, Sherman mène les 65 000 hommes de l'armée du Tennessee et de l'armée de la Géorgie, avec une précision militaire inhabituelle, devant les célébrités en admiration, qui pour la plupart ne l'ont jamaise vu auparavant. Pendant six heures, sous un soleil radieux, les hommes qui ont marché à travers la Géorgie et ceux qui ont vaincu l'armée de John Bell Hood au Tennessee défilent maintenant devant la foule joyeuse tapissant les trottoirs. Les gens regardent des fenêtres et sur les toits pour leur premier aperçu de cette armée de l'ouest. Contrairement à l'armée de Meade, qui a plus de précision militaire, la force de Géorgie de Sherman est suivie par une grande foule de gens qui ont accompagné l'armée depuis Savannah — Noirs libérés,  ouvriers, aventuriers, charognards, etc. À la fin, se trouve un immense troupeau de bovins et d'autres animaux qui ont été pris dans les fermes de la Caroline.
Moins d'une semaine après les célébrations, les deux armées sont dissoutes et de nombreux régiments de volontaires et de batteries sont renvoyés chez eux pour quitter l'armée.
Bien qu'il y aura de nouvelles actions mineures de guérilla dans le sud, particulièrement contre des factions criminelles armées, comme le gang James-Younger et de la violence raciale dans le Sud (y compris la montée du Ku Klux Klan), le conflit militaire sur terre entre le Nord et le Sud prend fin. La dissolution des armées de l'Union et le retour à la maison des pères, des frères, des fils informe la population qu'elle peut commencer son retour à une vie normale et que la guerre de Sécession est enfin terminée.